# Rafael Álvarez Ortega
Rafael Álvarez Ortega (Córdoba, 9 de mayo de 1927-Madrid, 27 de junio de 2011), fue un pintor y poeta español. 

## Biografía
Hace los estudios de Bachiller y Magisterio, y becado por la Diputación de Córdoba cursa los tres años de carrera en la Real Academia de Bellas Artes de San Fernando. En 1952 el Gobierno francés le concede una beca para estudiar pintura en París. Es hermano de Manuel Álvarez Ortega.

## Trayectoria
En 1980 su obra pictórica se cifra en 1636 repartidas por 66 ciudades de los cinco continentes y presente en los Museos de Houston, Chicago, Fort Worth, Filadelfia, Washington, Osaka y el Reina Sofía de Madrid. En 1996 el Ayuntamiento de Córdoba le puso su nombre a una calle de la ciudad. Fue académico de la Real Academia de Córdoba de Ciencias, Bellas Artes y Nobles Artes.

## Publicaciones

### Poesías
- Poemas. 1946-1976. (Estudio prólogo de José María de la Torre. Edición del autor. 1985)

Con los párpados cerrados, 1946-1948.
La barca abandonada. 1949.
Regalo de amante. 1949.
Amargo triunfo. 1949.
Prisma poético. 1950.
Librillo de la pena negra. 1950.
El tiempo de la angustia. 1950.
Los días vividos. 1948-1976.

### Fotografía
- Tanger's boy. 1955.
- Niño con pájaro. 1957.
- Niños de Europa. 1955-1959.

### Dibujo
- Al Claro día (Veintiséis dibujos, prólogo de José Camón Aznar, Colección "A Quien Conmigo Va", 1956 Málaga).
- Santa María Trasierra (Treinta dibujos, prólogo de Enrique Lafuente Ferrari, Colección Endymion, 1956 Málaga).
- Su Mundo (Aguafuerte con prólogo de Gregorio Marañón, Edicions de la Rosa Vera, 1956 Barcelona).
- Las siestas de agosto (Veinte dibujos, Texto de Francisco Umbral, 1950-1974, Inédito).

## Libros ilustrados
1948
La huella de las cosas (Manuel Álvarez Ortega).
Siroco (Nicolás Osuna).
Canto a los humildes (Nicolás Osuna).
1951
Los cantares (José Moreno Onofre).
1952
Los Oficios (Eduardo Moreira).
Entre silencio y vuelo (Juan Bautista Bertrán).
1953
Varano (José Hierro).
Antología poética (José Hierro).
Platero y Yo (Juan Ramón Jiménez. Aguilar Crisolín 07).
Égloga primera (Garcilaso de la Vega).
1954
Signo de Amor (Jacinto López Gorge).
El árbol y otros poemas (Leopoldo de Luis).
1955
Primeras hojas (Alonso Zamora Vicente).
Josa Literaria (Virgilio Sevillano).
El libro de Santillana (Enrique Lafuente Ferrari).
Veinte poetas españoles (Rafael Millán).
Platero y Yo (Juan Ramón Jiménez. Aguilar Colección Literaria).
Otoño en Málaga (José Luis Cano).
Al sur de recuerdo (Concha Lagos).
España (Solimán Salom).
Xardin dos caballeiros de Malta (Elena Bono).
La venus de Itálica (Jorge Guillen).
El amante divaga (Luis Cernuda).
1956
Poemas ancestrales (Vivente Núñez).
Me canta el mar (Juan Bautista Bertrán).
Consumación (Vicente Aleixandre).
Los árboles (Francisco Morais).
1958
Platero y Yo (J.R.J. Colección Literaria, 4ª Edición).
Antología poética (Manuel Arce).
Samtal med Silver (J.R.J. Waltrón and Widtran. Estocolmo).
1959
Vía Crucis (Enrique Pardo Canalis).
Platero meg En (J.R.J. Europa Konvkiado, Budapest).
Antología bilingüe de la poesía hispánica contemporánea (Vincent Monteil. Librarire C. Klincksieck, París).
1960
Well met in Madrid (Arthy Layll, Putnam & Company, Londres).
Platero y Yo (J.R.J. 5ª Edición).
1962
Platero y Yo (J.R.J. Versión en japonés de IBM, Depósito casa de Juan Ramón, Moguer).
Platero y Yo (J.R.J. Aguilar 6ª Edición, 7ª Edición 1963, 8ª Edición 1965, 9ª Edición 1966).
1967
Despedida en el tiempo (Manuel Álvarez Ortega).
Platero y Yo (J.R.J. Edición 10ª).
1968
El cadáver del alba (José Luis Tejada).
1971
La ciudad al sol (Emilio del Río).
Platero y Yo (J.R.J. Aguilar 10ª Edición 1ª Reimpresión).
1974
Platero y Yo (J.R.J. Aguilar 10ª Edición 2ª Reimpresión).
1975
Dos libros inéditos (Ricardo Molina)
1977
Platero y Yo (J.R.J. Aguilar 10ª Edición 3ª Reimpresión).
Antología de urgencia (Juan Rejano).
1978
Platero y Yo (J.R.J. Aguilar 10ª Edición 4ª Reimpresión).
1981
Platero y yo (J.R.J. Aguilar Colección Literaria 11ª Edición).
1988
El mágico lenguaje de septiembre (María Guerra Voz Mediano).
1989
Romancerillo mágico (Mariano Roldán).
Siete romances nuevos (Mariano Roldán).
Siete poemas inéditos ( Juan Rejano).
Homenaje a Mariano Roldan (Ayuntamiento de Rute).
1992
La distancia del sábado (Luis López Anglada).
1993
Crónica de un tiempo de Bonanza (Emilio Ruíz Parra).
1997
Córdoba adoloscente (Antonio Colinas).
El evangelio anterior (Bernardo Casanueva).
2007
Huella de la memoria (Pablo Bertrán de Heredia y Castaño).
2008
Platero y yo (J.R.J. Edición 07, 50 dibujos, Santillana Ediciones, Impreso en China).

## Exposiciones individuales
1951
Librería Góngora (Córdoba).
Sala Municipal de Arte (Catálogo de Juan Bernier, Córdoba).
1952
Sala Mateu (Texto de Francisco Berenguer, Valencia).
1953
Wittenborn One-Wall Gallery (Nueva York).
Sala Sur (Texto de José Luis Cano, Santander).
Biblioteca José María de Pereda (Texto de José Hierro, Torrelavega).
1954
Galería Clan (Madrid).
Centro Cultural Sánchez Díaz (Texto de Arroita Jauregui, Reinosa).
Biblioteca José María de Pereda (texto de Jorge Campos, Torrelavega).
Galería Provenza (Tánger)
1955
Sala del Hotel Rusadir (Texto de Miguel Fernández, Melilla).
Galería Amigos del País (Texto de Vicente Núñez, Málaga).
Librairie des Colonnes (Tanger).
1958
Pulchri Studio (La Haya, Holanda).
La Boite (Texto de Geofroy de Thoissy, Rabat).
1959
Gress Gallery (Catálogo con currículum, Washington).
1960
Galería San Jorge (Texto de José Antonio Roig, Madrid).
Casa de América (Granada).
Sala Minerva (Círculo de Bellas Artes, Madrid).
1962
Marshall Field Gallery (Chicago).
1963
Galería San Jorge (Madrid).
The Trafford Gallery (Londres).
1965
The Trafford Gallery (Londres).
1969
The Trafford Gallery (Londres).
1971
Galería de Arte Sarrio (Texto de Juan Bautista Bertrán, Barcelona).
1973
Galería Arteta (Inauguración de La Gruta, Libro XII de la Galería, Bilbao).
Galería Arteta (Libro XIX de La Galería, Texto de Francisco Umbral, Bilbao).
1974
Jasper Gallery (Texto con Texto y Reproducciones, Houston).
1975
Galería Arteta (Libro XXX con Reproducciones, Bilbao).
Galería Vermeer (Catálogo con dieciséis reproducciones, Logroño).
1976
Galería Faunas (Madrid).
Jasper Gallery (Nueva York).
1979
Galería Faunas (Madrid).
Galería Arteta (Bilbao).
1980
Galería Faunas (Madrid).
2000
Galería Studio 52 (50 Fotocopias de dibujos 50x70, Córdoba).
2008
Fundación Víctor Martín. Palacio del Mayorazgo ("Romería en Arcos". Fotografías 1962. Diciembre. Arcos de la Frontera).

## Exposiciones colectivas
1950
Círculo de Bellas Artes (Madrid)
1951
Primera Bienal Hispanoamericana de Arte (Madrid).
1952
Círculo de Bellas Artes (Tercera Expo Pintores de África, Madrid).
Exposición Nacional de Bellas Artes (Madrid)
Galería Xagra (Temas Taurinos, Madrid).
1953
Arte Contemporáneo (Círculo de la Amistad, Córdoba).
Museo Arte Moderno (Homenaje a Daniel Vázquez Díaz, Madrid).
Galería Estilo (Muestra para la Segunda Bienal Hispanoamericana, Madrid).
Sala del Ateneo (Temas Navideños, Madrid).
Segunda Bienal de La Habana (La Habana)
1954
Antología de La Bienal (Santo Domingo, Caracas, Cali, Popayán, Medellín y Bogotá, 1954)
Exposición Nacional de Bellas Artes (Madrid).
Sala Delta (Feria Internacional del dibujo, Santander).
1955
Gastón y Daniela (Estampados sobre telas, Madrid).
Primera Bienal del Mediterráneo (Alejandría).
1956
Antológica de la Bienal (El Cairo, Jerusalén, Ammán, Ankara, Estambul, Damasco, Bagdad, Beirut y Atenas).
1957
Exposición de Bellas Artes (Madrid).
1960
Internacional Schwarz Weis Ausstellung (Lugano).
Marshall Field Gallery (Chicago).
1961
Sala Darro (Madrid)
Marshall Field Gallery (Chicago).
1963
Marshall Field Gallery (Chicago).
Galería San Jorge (Flores y Pájaros, Madrid).
1964
Marshall Field Gallery (Chicago).
1967
The Trafford Gallery (Londres).
1968
Art Center Museum (Fort Worth)
1969
Comisaría General de Exposiciones (La Figura, Itinerante por España).
Marshall Field Gallery (Chicago).
1970
Marshall Field Gallery (Chicago).
1971
Instituto Cultural Cantabria (Dibujos de Maestros, Santander).
Marshall Field Gallery (Chicago)
1972
Galería Sarrio (Barcelona).
1973
Galería Arteta (Libro XVIII de la Galería, Bilbao).
Jasper Gallery (Smoll Treasures For Christmas, Houston).
1974
Galería Arteta (Exposición Navidad y Reyes, Bilbao).
1976
Galería Arteta (Exposición Navidad y Reyes, Bilbao).
Galería Sarrio (Exposición 5º Aniversario, Barcelona).
1977
Galería Arteta (Atalaya del paisaje actual, Bilbao).
1980
Sala Tiepolo (Expo Pro Derechos Humanos, Madrid).
1981
Universidad Menéndez y Pelayo (Homenaje Primer Centenario Nacimiento de Juan Ramón Jiménez, Santillana del Mar, Santander).
Biblioteca Nacional (Primer Centenario Nacimiento de Juan Ramón Jiménez, Madrid).
1984
Casa de la Cultura (Homenaje al Grupo Cántico, Fuengirola).

## Críticas y escritos
- ÁLVAREZ, OSORIO --Artistas Contemporáneos. Bellas Artes n.º 31. Marzo de 1974. Madrid.
- ANDOLPH, BUICK --Álvarez Ortega. Het Vanderland. 5 de febrero de 1958. La Haya.
- ANDRADE, XIAN DE --Comprando la Soledad. Diario El Imparcial. 22- II-79. Madrid.
- ANTEQUERA, MARIANO --Álvarez Ortega. Casa de América. Diario Ideal. 19-VI-1960. Granada.
- ARAGONÉS, JUAN EMILIO --Un Pintor. Revista Ateneo. 20 de junio de 1955. Madrid.
- ARROITA-JÁUREGUI, MARCELO --Álvarez Ortega. Correo Literario n.º 89. 1954. Madrid. --Texto Catálogo Exposición Centro Cultural Sánchez Díaz. 2 de octubre de 1954. Reinosa.
- ARTE GUÍA --Álvarez Ortega. 15 de marzo de 1979. Madrid.
- AUMENTE, CARLOS --El IES Séneca expone dibujos sobre Platero de Álvarez Ortega. Diario Córdoba. 17 de mayo de 2006. Córdoba.
- AZAR, AIME --Dessing au Pavillon Espagnol. Le Phare Egypcien. Agosto de 1955. Alejandría.
- BATALLE, VÍCTOR --Álvarez Ortega. Inédito. 8 de enero de 1972. Barcelona.
- BEEDWEKES, ERNEST --Álvarez Ortega. Het Biennenhoft. 10 de febrero de 1958. La Haya. Holanda.
- BENEZRA, RENÉ --Bienale de la Mediterranee. Le Progres Egypcien. Agosto de 1955. Alejandría.
- BERENGUER, FRANCISCO --Treinta líneas sobre Álvarez Ortega. Juventud. Noviembre de 1952. Valencia. --Texto Catálogo Exposición en la Sala Mateu. Noviembre de 1952. Valencia.
- BERNIER, JUAN --Catálogo Exposición Sala Municipal de Arte. Octubre de 1951. Córdoba.
- BERRIMAN, FLORENCE --Álvarez Ortega. Washington Evening Star. 17-V-1959. Washington.
- BERTRAN, JUAN BAUTISTA --Ante el alma trasminada en dibujos de Rafael Álvarez Ortega. Diario las Provincias. 27 de enero de 1952. Valencia. --Entre Silencio y Vuelo. Edición Murta. Instituto Alfonso el Magnanimo. 1955. Valencia. --Texto en Catálogo Exposición Galería Sarrio. Diciembre de 1971. Barcelona.
- BLAKESTON, OSWELL --Art. What´s on in London. 11 de junio de 1965. Londres. England. --At Same New Shows. What´s on London. 18 de abril de 1969. Londres. England.
- CABEZAS, JOSÉ ANTONIO --Un Poeta Español. Diario España. 22 de enero de 1954. Tanger Marruecos. --Ilustraciones de Platero y Yo. Diario España. 16 de noviembre de 1954. Tanger.
- CAMON AZNAR, JOSÉ --Arte y Artistas. Diario ABC 23-I.1954. Prólogo al Libro Al Claro Día. Colección A Quien Conmigo Va. Julio de 1956. Málaga.
- CAMPOS, JORGE --Texto en Catálogo Exposición en la Biblioteca José María de Pereda. Noviembre de 1954. Torrelavega.
- CAMPOY, ANTONIO MANUEL --Álvarez Ortega. Diario ABC. 18 de abril de 1976. Madrid. --Álvarez Ortega. Diario ABC. 25 de marzo de 1979. Madrid.
- CANO, JOSÉ LUIS --Texto Catálogo Exposición Sala Sur. Abril de 1953. Santander.
- CASTILLO, ANTONIO --Álvarez Ortega en Sarrio. Diario de Barcelona. 9-XII-1971. Barcelona.
- CASTILLO, LUIS --Cuadernos Hispano-Americanos n.º 51. Marzo de 1954. Madrid.
- CASTRESANA, LUIS DE --Actualidad y Presencia de España en Inglaterra. Diario Pueblo. 16 de junio de 1963. Madrid.
- CASTRO ARINES, JOSÉ --Álvarez Ortega en la Sala Clan. Diario Informaciones. 23 de enero de 1954. Madrid. --Álvarez Ortega. Diario Informaciones. Abril de 1976. Madrid. --Álvarez Ortega. Diario Informaciones. 28 de febrero de 1979. Madrid.
- CAYON, FRANCISCO --Exposición de Dibujos. Diario Montañez. 3 de mayo de 1953. Santander.
- CENZANO, ARTURO --Un Artista de Excepción. Nueva Rioja. 15 de marzo de 1975. Logroño.
- CHAVARRI, EDUARDO LÓPEZ --Sala Mateu. Diario Las Provincias. 20 de enero de 1952. Valencia.
- CORTÉS, JOAQUÍN --Álvarez Ortega. El Correo Español. 22 de noviembre de 1973. Bilbao.
- COSTA, JUAN JOSÉ --Diccionario Español Biográfico Contemporáneo. 1970. Madrid.
- DE LA TORRE, JOSÉ MARÍA --Rafael Álvarez Ortega. Poemas 1946-1976. Edición y notas preliminar. abril de 1985. Córdoba. --Rafael Álvarez Ortega ¿Pintor o Poeta? Lectura Expo 6 de octubre de 2000. Galería Studio 52. Córdoba. --Relaciones entre Platero y Yo de Juan Ramón Jiménez y el Pintor Rafael Álvarez Ortega. Lectura en el Instituto Séneca. 9 de mayo de 2006. Córdoba.
- DE LUIS, LEOPOLDO --Dibujos y Poesía de Álvarez Ortega. Inédito. 1955. Madrid.
- DEL RÍO, EMILIO --Tan de la mano llevas. La Brasa, la ceniza, la figura. Colección Álamo. 1976.
- DIARIO CÓRDOBA --Cuadernos del Sur. 2 de febrero de 1989. Córdoba.
- DÍAZ, ENRIQUE --Galería Arteta. El Correo Español. 20 de septiembre de 1973. Bilbao.
- DIEGO, GERARDO --Regalo de Amante. Diario Arriba. 27 de junio de 1976. Madrid.
- ESPINOS, RAFAEL --Álvarez Ortega o el equilibrio. Correo Catalán. 9-XII-1971. Barcelona.
- FARALDO, RAMÓN --Pintar como vivir. Diario Ya. 18 de abril de 1976. Madrid.
- FENELLO, ERNESTO --Álvarez Ortega en Sarrio. Hoja del Lunes. 13-XII-1971. Barcelona.
- FERNÁNDEZ, MIGUEL --Una exposición de Álvarez Ortega. Diario de la Ciudad. 1955. Melilla.
- FIGUEROLA FERRETI --Dibujos y Pintura de Álvarez Ortega. Diario Arriba. 5 de julio de 1960. Madrid.
- FONT, LINA --Álvarez Ortega. Radio Barcelona. Punto y Aparte. 21 de diciembre de 1971. A las 23 hora. Frecuencia Modulada. Barcelona.
- FUNES, ENRIQUE --Álvarez Ortega en la Galería Sarrio. 13 de diciembre de 1971. Barcelona.
- GAGO, ALEJANDRO --Álvarez Ortega. Inédito. 1953. Santander.
- GANDARIASBEITIA, J. M. --Tras diez años de ausencia. Gaceta del Norte. 4-XI-1973. Bilbao.
- GARCÍA CANTALAPIEDRA --Álvarez Ortega en Altamira. Diario Alerta. 24 de abril de 1953. Santander.
- GARCÍA VIÑOLAS, A. M.  --Álvarez Ortega. Diario Pueblo. 7 de abril de 1976. Madrid.
- GIFFORD, ERIC --Álvarez Ortega Show. Tangier Gazzete. 12 de noviembre de 1954. Tánger.
- GÓMEZ NIZA, PIO --La poesía en Línea de Álvarez Ortega. Diario de África. 28-IX-1955. Tetuan.
- GUTIÉRREZ, FERNANDO --Álvarez Ortega en la Galería Sarrio. La Vanguardia Española. 14 de diciembre de 1971. Barcelona.
- HAAGSCHE COURANT --Synthese van werkelijkheid en verbeelding. 6 de febrero de 1958. La Haya.
- HAELBARG, FRITS --Kinderen van de Zee. Het Vaderland. 9 de febrero de 1958. La Haya.
- HIERRO, JOSÉ --Pregunta Precipitada. Soneto inédito. 6 de diciembre de 1953. Madrid. --Texto Catálogo Exposición Biblioteca José María de Pereda. 1 de mayo de 1954. Torrelavega. Cantabria.
- IRISARRI, CARLOS DE --Álvarez Ortega, Pintor. Diario de África. 14 de septiembre de 1955. Tetuan.
- JEETAN, VONDICRAFTH --Kinderen van de Zee. Haagscha courant. 7 de febrero de 1958. La Haya.
- JIMÉNEZ MARTOS, LUIS --Los dibujos de Rafael Álvarez Ortega. Inédito. 18-X-1951. Córdoba.
- JIMÉNEZ POYATO, JOSÉ --Rafael Álvarez Ortega. Diario Córdoba. 22 de julio de 2000. Córdoba. --Sala Municipal de Arte (Calle Góngora). Rafael Álvarez Ortega. Nuevo LP n.º 262. Octubre de 2000. Córdoba. --Sala Municipal de Arte. Calle Góngora. Diario Córdoba. 14 de octubre de 2000. Córdoba.
- JOTA, DOMINGO --Córdoba hace 25 años. Diario Córdoba. 9 Abril y 5-X-1976. Córdoba.
- JOVE, JOSÉ MARÍA --Muestra para la Bienal. Revista Ateneo n.º 48 de diciembre de 1953. Madrid. --Álvarez Ortega en la Sala Clan. Revista Ateneo n.º 51. 1954. Madrid.
- LAFUENTE FERRARI, ENRIQUE --Prólogo al Libro de Santa María Trasierra. Colección Endymion. 1956. Málaga.
- LATINO, JUAN --Álvarez Ortega en Ámsterdam. Diario Córdoba. 26 de febrero de 1958. Córdoba. --Álvarez Ortega vuelve de Europa. Diario Córdoba. Marzo de 1958. Córdoba. --Un dibujante proyectado desde fuera. Diario Córdoba. 28 de octubre de 1976. Córdoba.
- LEÓN TELLO, F:J: --Álvarez Ortega. Revista Goya n.º 51. 1979. Madrid.
- LÓPEZ ANGLADA, LUIS --LA Soledad Sonora de Álvarez Ortega. La Estafeta Literaria n.º 585. 15 de abril de 1976. Madrid. --Rafael Álvarez Ortega. Inédito. Primavera 1992. Madrid. --Soneto Inédito. Abril de 1992. Madrid.
- LÓPEZ MARTÍNEZ, R. --EL alma del artista en su obra. Diario Córdoba. 5-XI-1951. Córdoba.
- MADOX, CONROY --Álvarez Ortega. Art Review. 12 de abril de 1960. Londres. England.
- MANZANO, RAFAEL --Álvarez Ortega en Sarrio. Solidaridad Nacional. 9-XII-1971. Barcelona.
- MARSA, ÁNGEL --Álvarez Ortega en Sarrio. El Correo Catalán. 18 de diciembre de 1971. Barcelona.
- MARTÍN RICO, JAVIER --Álvarez Ortega en Faunas. Diario Pueblo. 12 de marzo de 1979. Madrid.
- MARTÍNEZ CEREZO --Diccionario de Pintores Españoles. Revista Época n.º 625. 1927. Madrid.
- MEDINA GONZÁLEZ, MANUEL --Exposición de Álvarez Ortega. Diario Córdoba. Abril de 1951. Córdoba. --Juventud Creadora. Diario Córdoba. Junio de 1951. Córdoba. --Un pintor cordobés en la Primera Bienal de Arte. Diario Córdoba. Octubre de 1951. Córdoba, --Entrevista con Álvarez Ortega. Diario Córdoba. 15 de octubre de 1951. Córdoba. --Álvarez Ortega en París. Diario Córdoba. Diciembre de 1952. Córdoba. --Rafael Álvarez Ortega. Diario Córdoba. 27 de marzo de 1954. Córdoba. --Álvarez Ortega en constante trabajo. Diario Córdoba. Septiembre de 1955. Córdoba. --A propósito de Dos Libros de Ricardo Molina. Diario Córdoba. 21 de junio de 1975. Córdoba.
- MOLINA, RICARDO --La pintura de Álvarez Ortega. Diario Córdoba. Mayo de 1951. Córdoba. --Córdoba en la Bienal Hispanoamericana. Diario Córdoba. Octubre de 1951. Córdoba. --Oda a Rafael Álvarez Ortega. Antología Poética 1945-67. Edición Plaza y Janes. Abril de 1976. Barcelona.
- MORENO PLAZA, GABRIEL --Sinfonía Incompleta. Diario Córdoba. Marzo de 1953. Córdoba.
- MUÑOZ VINARA, I. --Álvarez Ortega o la Frialdad de la Sabia Perfección. Diario Hierro. 24 de noviembre de 1973. Bilbao.
- NAVION, PILAR --Platero y yo para niños. Diario Pueblo. 15 de enero de 1954. Madrid.
- NUÑEZ, JESÚS --Bellas Artes n.º 42. Abril de 1975. Madrid.
- NUÑEZ, VICENTE --Álvarez Ortega pintor del Silencio. Diario Sur. 18 de marzo de 1955. Málaga. --Exposición Álvarez Ortega. Revista Caracola n.º 30. 1955. Málaga. Texto catalogoExposición en los Salones Amigos del País. 1955. Málaga.
- PAREDES, TOMÁS --Desde el suelo... El Punto de las Artes. 23-XII-2005. Madrid.
- PASSY, MICHEL --Beaux Dessins et Monotipes de Álvarez Ortega. La Depeche Marrocaine. 24 de agosto de 1955. Tánger. Marruecos.
- PASTOR PEREDA, S. --Exposición de Álvarez Ortega. Diario Patria. 19-VI-1960. Granada.
- PENNING, R. E. --Virtuosen Tekeningen van Álvarez Ortega. Volkskrant. 5-II-1958. La Haya.
- PÉREZ, AUGUSTO --Desde la plumilla al óleo. La Gaceta del Norte. 2 de marzo de 1975. Logroño.
- PUENTE, JOAQUÍN DE LA --Un Dibujante. Diario Alerta. 19 de abril de 1953. Santander. Cantabria.
- RAMÍREZ DE LUCAS, J. --Los dibujos de Álvarez Ortega. Inédito. 1954. Madrid.
- RAMOS, RAFAEL --Los cuadros de Rafael Álvarez Ortega vuelven a la Capital. ABC Córdoba. 7 de octubre de 2000. Córdoba.
- REAL, MANUEL DEL --Álvarez Ortega. Diario Montañez. 22 de abril de 1953. Santander. Cantabria.
- REINA, CARMEN --Belleza y sensualidad en los trazos de Álvarez Ortega. El Semanario n.º 180. 13-19 de octubre de 2000. Córdoba.
- RODRÍGUEZ MÉNDEZ, J.M. --Exposición de Álvarez Ortega. Revista Alcalá n.º 50. 1954. Madrid.
- ROIG, JOSÉ ANTONIO --Los Dibujos de Álvarez Ortega. Razón y Fe n.º 714. 1957. Madrid.
- ROLDAN, MARIANO --Figura y Pintura de Álvarez Ortega. Ánfora Nova n.º 18. 1994. Rute. Córdoba. --La Nunca Huyente Rosa. Caja Sur. Ánfora Nova. 1996. Rute. Córdoba.
- RUBIO, JAVIER --Álvarez Ortega. Revista Blanco y Negro n.º 3336. 10 de abril de 1976. Madrid.
- RUIZ PARRA, EMILIO --Álvarez Ortega. Revista Red n.º 76. Octubre de 1954. Madrid.
- RUIZ SORIANO, FRANCISCO,  "Rafael Álvarez Ortega" en Aglae (1949-1953) de Manuel Álvarez Ortega, una revista de postguerra, Madrid, Huerga y Fierro, 2016. Pag. 84 y sig.
- SANTOS TORROELLA, M. --Álvarez Ortega. El Noticiero Universal. 15-XII-1971. Barcelona.
- SAYRE HAVERSTOCK, M. --A chance of Peace For Gallery. The Washington Post. 3 de mayo de 1959. Washington. USA.
- SENIOR, BRYAN --Álvarez Ortega at Trafford. Art Review. Junio de 1963. Londres. England.
- SOTO VERGES, RAFAEL --Traza Idílica de Álvarez Ortega. Revista de las Artes. 8-IV-1963.
- SUVIRON, JOSÉ MARÍA --Álvarez Ortega. Cuadernos Hispano-Americanos n.º 51. 1954. Madrid.
- TOMÁS, MARIANO --Exposición. Diario Madrid. 25 de enero de 1954. Madrid.
- TRAFFORD, TRENT --Tales of Tingis. Mediterranean Courrier. 2 de mayo de 1958. Tánger. Marruecos.
- UMBRAL, FRANCISCO --Álvarez Ortega pintor de la adolescencia. El Norte de Castilla. Septiembre de 1961. Valladolid. --Los Niños Mágicos de Álvarez Ortega. El Norte de Castilla. 24 de marzo de 1963. Valladolid. --Los Artistas. Correo Español del Pueblo Vasco. 10 de noviembre de 1973. Bilbao. --Rafael Álvarez Ortega. Correo Español del Pueblo Vasco. 18 de noviembre de 1973. Bilbao. --Texto en el Libro Catálogo n.º XIX. Exposición Galería Arteta. Noviembre de 1973. Bilbao. --Texto al libro "Las siestas de agosto", 20 dibujos 1950-1974. Inédito
- VERHAGEN, JACQUES --Spaase Expositie in Pulchri. Het Biennenhft. 12-II-1958. La Haya.
- VIVANCO, LUIS --Dibujos de Álvarez Ortega. La Revista n.º 98. 25 de febrero de 1954. Barcelona.
- VONDICRAFT, JEETAN --Kinderen van de Zee. Haagsche Courant. 7 de febrero de 1958. La Haya.
- WEIGLE, EDITH --The Wonderful World. Chicago Sunday Tribune. 12 de noviembre de 1961. Chicago.
- WIKES-JOICE, MAX --Álvarez Ortega at Trafford Gallery. Art Reviev. 29 de mayo de 1965. Londres.

## Diccionarios
- Círculo de Amigos de la Historia Diccionario Español Contemporáneo, J.J.Costa, Madrid 1970).
- Artistas Españoles Contemporáneos (Álvarez Osorio, Bellas Artes, marzo de 1974).
- Dicionario de Pintores Españoles (segunda mitad del siglo XX, Antonio Martínez Cerezo, Revista Época, Madrid 1997).